# Обеліск (Буенос-Айрес)
Обеліск в Буенос-Айресі (ісп. Obelisco de Buenos Aires) — сучасний монумент, встановлений у центрі Буенос-Айреса. Самі містяни називають його просто Обеліск (El Obelisco).

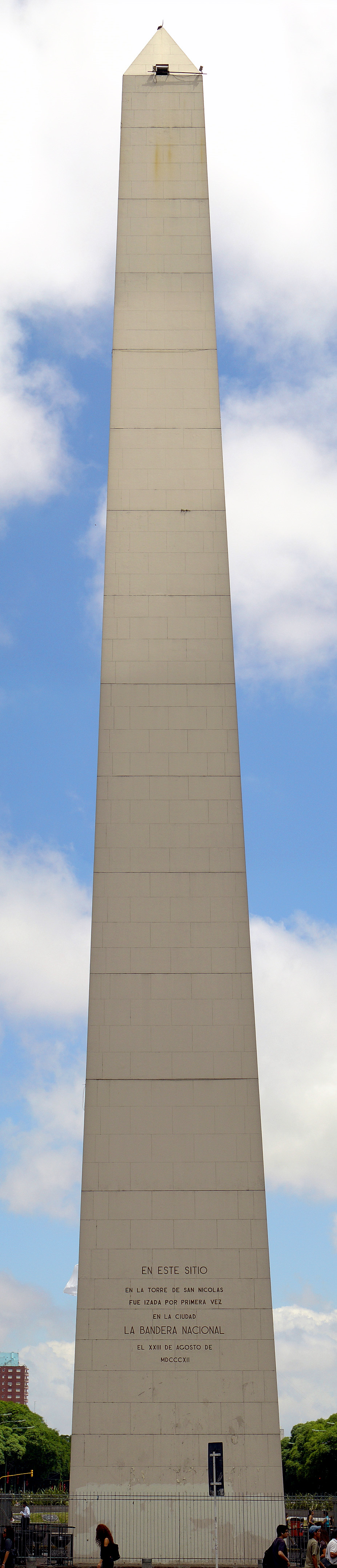
Північна грань обеліска

Обеліск було зведено у травні 1936 року на відзнаку 400-ї річниці заснування міста. Він знаходиться у центрі площі Республіки, на тому місці, де вперше у місті було вивішено аргентинський прапор, на перетині з вулицею 9 Липня та Авеніда Коррієнтес. Висота пам'ятника становить 67 метрів, площа основи 49 квадратних метрів. Автор проекту Альберто Пребіш, його було збудовано лише за 4 тижні.
Обеліск є місцем проведення багатьох культурних заходів (зазвичай коштом міського бюджету), а також неформальних заходів. Тут, за традицією, збираються спортивні уболівальники, щоб відсвяткувати перемогу своєї команди, особливо національної збірної з футболу, часто влаштовуючи яскраві святкування, що приваблюють увагу преси.
Упродовж своєї історії обеліск неодноразово псували вандали, особливо політично орієнтованими графіті. У 1980-их роках група активістів увірвалась до обеліска й почала бризкати фарбою з його верхніх вікон, що змусило міську владу звести навколо основи огорожу. Це рішення спричинило запеклі суперечки, але в підсумку виявилось ефективним.
1 листопада 2005 було оголошено про завершення ретельної реставрації Обеліска, яка фінансувалась Об'єднанням аргентинських художників та реставраторів (Ceprara). Монумент було пофарбовано 90-мікронною акриловою фарбою кольору «паризький камінь», приємнішого для ока, ніж білий, що використовувався раніше.

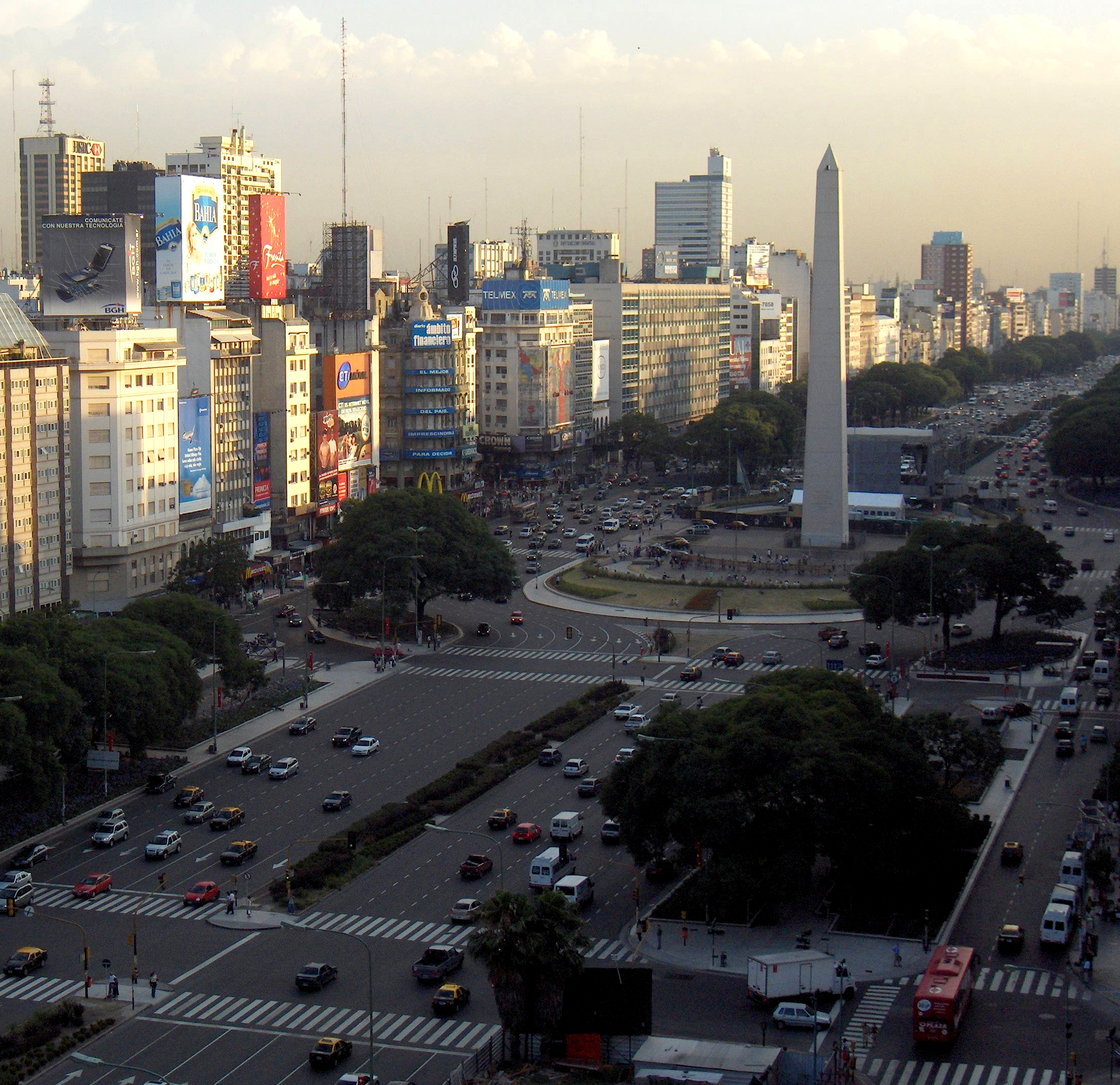
Обеліск в Буенос-Айресі

Лінії B, C і D метрополітену Буенос-Айреса мають станції поблизу Обеліска.

## Події

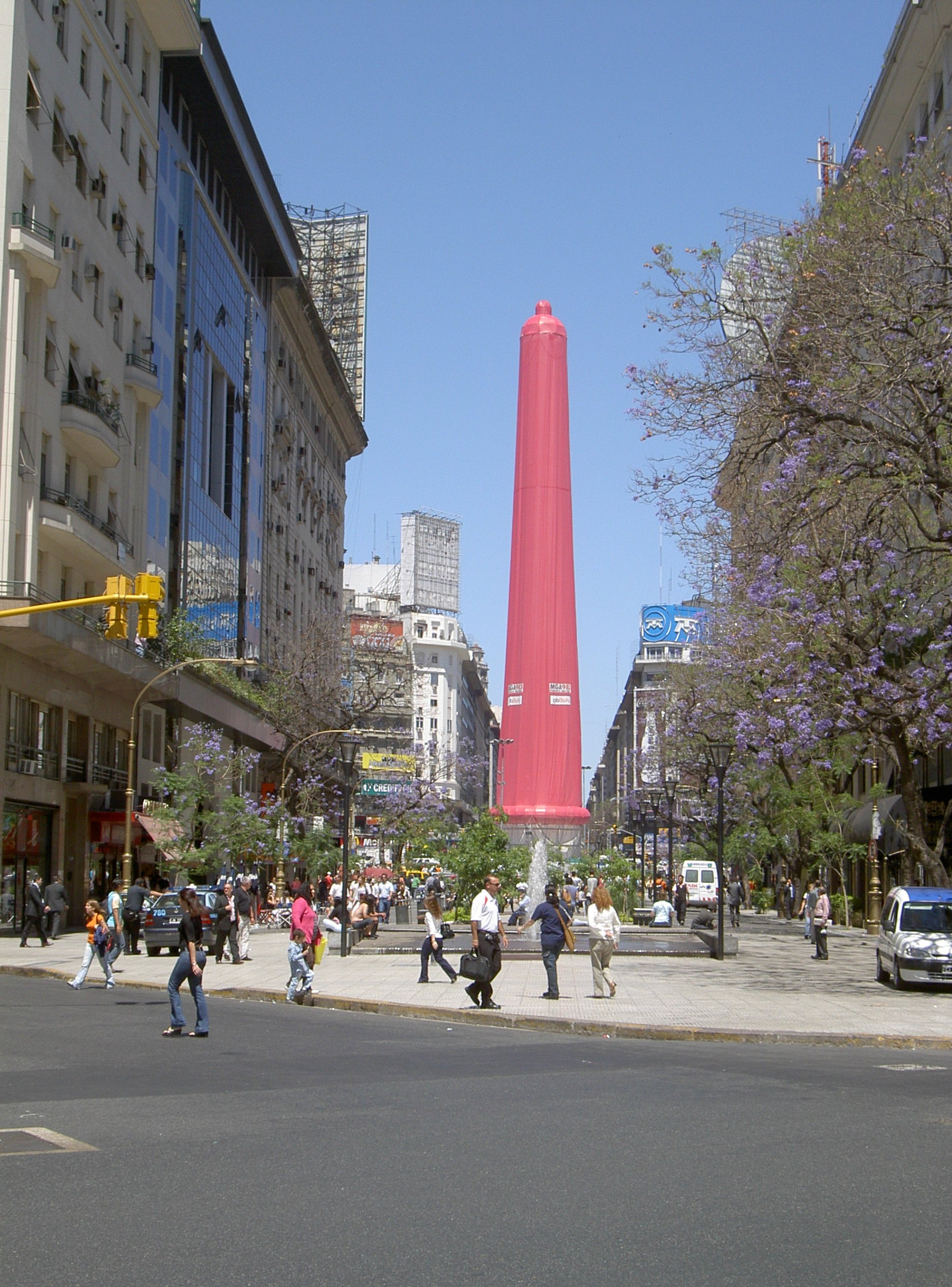
Обеліск у рожевому презервативі

1 грудня 2005 на відзначення міжнародного дня боротьби зі СНІДом Обеліск було одягнуто у рожевий презерватив.
16 вересня 2006 року, у 30-у річницю Ночі олівців монумент перетворився на велетенський олівець.

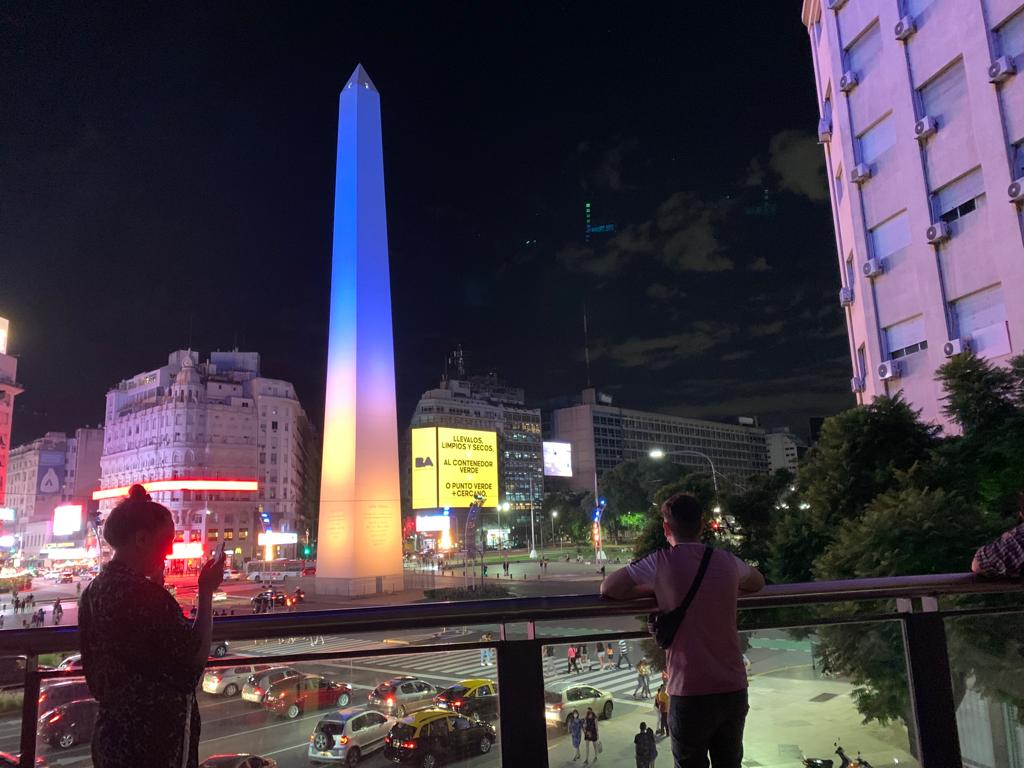
Обеліск, підсвічений у кольорах українського прапора 25 лютого 2022 року

24 серпня 2023 року до дня незалежності України обеліск підсвітили у синьо-жовтих кольорах.